# CAR Trophy 2002
Navigation
CAR Trophy 2001 CAR Trophy 2003
Le CAR Trophy 2002 est une compétition organisée par la Confédération africaine de rugby qui oppose les nations africaines de deuxième division du 7 septembre au 16 novembre 2002. La division Nord est remportée par l'Ouganda, tandis que le vainqueur de la division Sud est le Botswana.

## Division Nord

### Classement
| Rang | Pays     | J | V | N | D | Pm | Pe | Diff | Pts |
| ---- | -------- | - | - | - | - | -- | -- | ---- | --- |
| 1    | Ouganda  | 2 | 2 | 0 | 0 | 0  | 0  | 0    | 4   |
| 2    | Kenya    | 2 | 1 | 0 | 1 | 0  | 0  | 0    | 2   |
| 3    | Cameroun | 0 | 0 | 0 | 0 | 0  | 0  | 0    | 0   |

|  | Vainqueur (no 1). |

### Détail des résultats
| 7 septembre 2002 | Ouganda | 25 – 13 | Cameroun | Kampala |
| 7 septembre 2002 |         |         |          | Kampala |
| 7 septembre 2002 |         |         |          | Kampala |

| 21 septembre 2002 | Cameroun | 13 – 18 | Kenya | Yaoundé |
| 21 septembre 2002 |          |         |       | Yaoundé |
| 21 septembre 2002 |          |         |       | Yaoundé |

| 5 octobre 2002 | Kenya | 22 – 31 | Ouganda | Nairobi |
| 5 octobre 2002 |       |         |         | Nairobi |
| 5 octobre 2002 |       |         |         | Nairobi |

## Division Sud

### Classement
| Rang | Pays     | J | V | N | D | Pm | Pe | Diff | Pts |
| ---- | -------- | - | - | - | - | -- | -- | ---- | --- |
| 1    | Botswana | 2 | 1 | 1 | 0 | 0  | 0  | 0    | 3   |
| 2    | Zambie   | 2 | 1 | 0 | 1 | 0  | 0  | 0    | 2   |
| 3    | Eswatini | 2 | 0 | 1 | 1 | 0  | 0  | 0    | 1   |

|  | Vainqueur (no 1). |

### Détail des résultats
| 7 septembre 2002 | Botswana | 32 – 19 | Zambie | Gaborone |
| 7 septembre 2002 |          |         |        | Gaborone |
| 7 septembre 2002 |          |         |        | Gaborone |

| 21 septembre 2002 | Zambie | 61 – 9 | Eswatini | Lusaka |
| 21 septembre 2002 |        |        |          | Lusaka |
| 21 septembre 2002 |        |        |          | Lusaka |

| 5 octobre 2002 | Eswatini | 10 – 10 | Botswana | Mbangweni |
| 5 octobre 2002 |          |         |          | Mbangweni |
| 5 octobre 2002 |          |         |          | Mbangweni |

## Finale
| 16 novembre 2002 | Ouganda | 56 – 7 | Botswana | Kampala |
| 16 novembre 2002 |         |        |          | Kampala |
| 16 novembre 2002 |         |        |          | Kampala |